# Pokrewieństwo języków
Pokrewieństwo języków – powiązanie między językami naturalnymi polegające na pochodzeniu tych języków od wspólnego prajęzyka. Dwa języki uznaje się za pokrewne, jeśli jeden z nich pochodzi od drugiego lub jeśli oba pochodzą od wspólnego przodka. Na przykład język włoski pochodzi od łaciny, a zatem włoski i łacina są spokrewnione. Z kolei język hiszpański też pochodzi od łaciny, a zatem włoski i hiszpański są spokrewnione.
Języki spokrewnione dzielą ze sobą pewne cechy w zakresie słownictwa, gramatyki i systemu dźwiękowego. Niektóre języki nie wykazują pokrewieństwa względem innych poznanych języków – mowa wówczas o językach izolowanych (przykładem języka izolowanego jest baskijski).
O pokrewieństwie języków można wyrokować na podstawie analizy leksyki i cech dźwiękowych. O wspólnym pochodzeniu języków nie świadczą natomiast pojedyncze podobieństwa słownikowe, które mogą być wynikiem przypadku (por. wyraz dog w języku mbabaram i angielskim). Cechy świadczące o pokrewieństwie należy odróżnić od cech zapożyczonych wskutek kontaktu językowego (np. język angielski zapożyczył duży zasób leksyki francuskiej, a amharski zapożyczył szyk wyrazów z sąsiednich języków kuszyckich). Odrębną grupę tworzą uniwersalia językowe, czyli cechy typowe dla wszystkich języków świata (np. zbliżone formy wyrazu mama).
W ustalaniu pokrewieństwa między językami poprzez wykazywanie w nich tak zwanych regularnych odpowiedniości stosuje się metodę porównawczą.